# Johann Baptista Rexius
Johann Baptista Rexius (* um 1563 in Wien; † 2. Mai 1598 in Freistadt) war ein späthumanistischer Philologe. Er gilt als Verfasser der ersten deutschsprachigen Fassung der Ilias.

## Biographie
Johann Baptista Rexius wurde um 1565 als Sohn eines kaiserlichen Rats in Wien geboren. Über sein Leben ist nicht viel bekannt. Sein Vater hatte um 1546 bereits an der Wiener Artistenfakultät studiert, 1558 den Grad eines Doktors der Philosophie erlangt, einige kleinere Schriften verfasst und war als Präzeptor an der kaiserlichen Hofschule, später gar als Hofkammersekretär tätig. Seine Frau (seit 1564) war die Tochter eines als Herold ebenfalls in kaiserlichen Diensten stehenden Mannes. Der Sohn Johann Baptista wuchs somit in den akademischen Kreisen Wiens auf und begann wohl ebenfalls ein Studium an der Wiener Universität, obwohl er in den dortigen Matrikeln nicht nachweisbar ist. 
1581 trat er mit einem Preisgedicht auf den Propst von St. Dorothea in Wien Martin Radwiger (1578–1586) erstmals in Erscheinung; dieses erschien auch gedruckt. 1584 fertigte er eine deutsche Prosaübersetzung der Ilias von Homer nach der lateinischen Übersetzung Lorenzo Vallas an, sein einziges bekanntes Werk. Diese Übersetzung gilt als die erste deutsche Version des griechischen Epos (obwohl wahrscheinlich ohne Hilfe des griechischen Textes angefertigt) und ist in einer einzigen Handschrift überliefert, die wohl nie für den Druck bestimmt war. 
1586 studierte er Jurisprudenz in Ingolstadt, 1588 in Siena, Padua und Bologna, wichtigen Universitäten seiner Zeit. Sein weiteres Leben ist unbekannt, erst sein Tod ist wieder belegt: Er starb am 2. Mai 1598 in Freistadt (Oberösterreich). Da der Verdacht auf Selbstmord bestand, wurde ihm zunächst ein christliches Begräbnis verweigert, das dann schließlich aber dennoch stattfand.